# EBS Universität für Wirtschaft und Recht
Pour les articles homonymes, voir EBS.
L'EBS Universität für Wirtschaft und Recht (littéralement "université pour le commerce et le droit"), plus communément appelée EBS Universität ou simplement EBS, est une université privée, et reconnue par l’État, située à Wiesbaden et Oestrich-Winkel en Allemagne. Elle dispose de trois facultés : l'EBS Business School, l'EBS Law School et l'EBS Executive School. L'EBS Business School a été fondée en 1971 par Klaus Evard sous le nom d'European Business School. Elle est donc la plus ancienne école de commerce privée d'Allemagne.
L'EBS est reconnue comme l'une des meilleures universités d'études juridiques et de management en Allemagne,,. Son Master in Finance est classé 2e d'Allemagne et 25e mondial  selon le classement du Financial Times.
L’EBS a des partenariats avec McKinsey, Bertelsmann, Clifford Chance, Daimler AG, ou encore l’UBS. Une large proportion de diplômés travaillent dans le secteur financier ou du conseil en stratégie notamment chez Deutsche Bank et Goldman Sachs ou BCG et Roland Berger.
Parmi les anciens connus, on trouve l’ancien PDG de Puma (Jochen Zeitz), le fondateur de Vapiano (Mark Korzilius), or l’ancien PDG de Deutsche Telekom AG (Kai-Uwe Ricke).
L’université compte l'Université Bocconi, CEIBS, Sciences Po Paris, ou la McGill University parmi ses partenaires académiques.

## Histoire

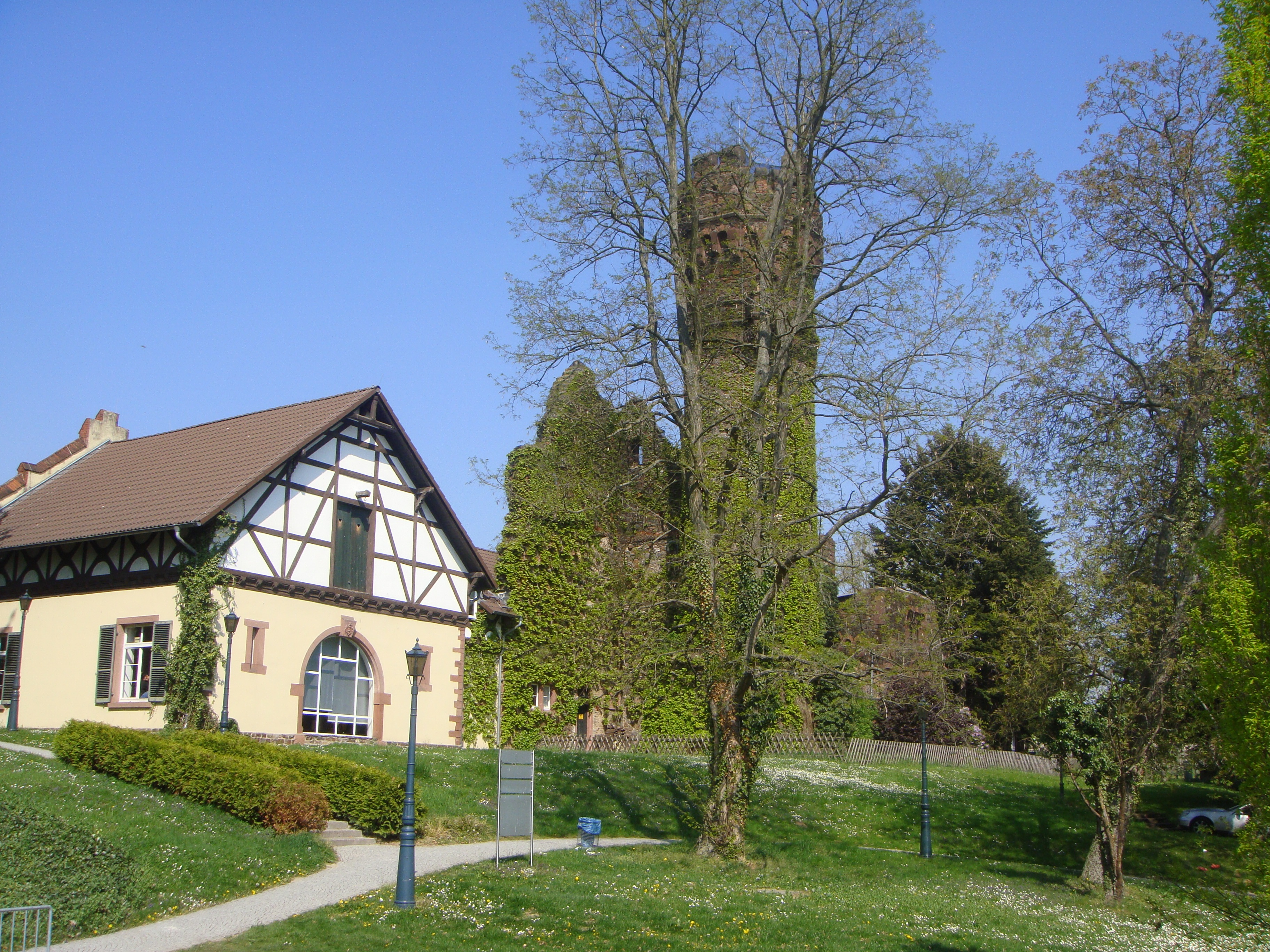
Campus de l'EBS Business School

L’EBS Allemagne a été fondée en 1971 à Offenbach-sur-le-Main, par Philippe Guillaume (Créateur de EBS Paris), docteur Klaus Evard et le baron et juriste Gerrick Freiherr von Hoyningen-Huene en tant qu’école d’économie spécialisée. Le nom original était European Business School. En 1980, l’école s’installe au château de Reicharstshausen, à Oestrich-Winkel, dans la région du Rheingau. L’EBS reçoit en 1993 l’habilitation pour délivrer le doctorat, et en 1998 le MBA.
Elle ouvre en 2005 un bureau à Wiesbaden, qui deviendra  en 2008 son siège social. Puis, l’EBS Law School (faculté de droit) est fondée en 2010 à Wiesbaden. Cela  permet à l'école d’obtenir le statut officiel d’université allemande.
Le 28 juillet 2016, SRH Higher Education GmbH, une société filiale du groupe allemand SRH spécialisé dans l'éducation et la santé, a racheté la majorité des parts de l'EBS Universität für Wirtschaft und Recht à la fondation privée pour la promotion de l'université EBS. Le deuxième associé de l'EBS est l'association des anciens élèves. Selon ses propres indications, elle compte aujourd'hui plus de 10 000 membres dans le monde entier.
En décembre 2018, la troisième faculté EBS Executive School a été créée.

## Études
En dehors des cours de business, de management, et d’économie, tous les étudiants assistent à des cours de philosophie et d’éthique. De plus, un programme de Coaching est proposé à tous les étudiants.
Chaque année, le colloque EBS Symposium rassemble des personnalités importantes du monde de l'économie allemande, aux côtés d’étudiants et journalistes.
Par ailleurs, l’université propose des formations continues pour les professionnels. L’EBS est aussi membre de la section académique du UN Global Compact, une initiative internationale pour la prise en charge de responsabilités sociales par les  entreprises.

## Classements
L'université EBS fait partie de plusieurs classements internationaux:
- En 2023, EBS était classée 2e en Allemagne et 25e dans le monde dans l'influent classement du Financial Times pour son Master in Finance.
- En 2023, l'EBS était classée 7e dans le classement de la WirtschaftsWoche des 10 meilleures universités allemandes en gestion d'entreprise.
- En 2023, le QS World University Rankings a classé EBS au 4e rang mondial dans la matière "Business and Management Studies".
- En 2022, EBS a été classée n°2 en Allemagne pour son MBA dans le classement des masters Eduniversal, et n°1 sur les marchés financiers pour son Master in Finance.
- En 2019, le QS World University Rankings a classé l'école de commerce au 56e rang mondial pour son programme de "Master in Management".
- En 2016, selon le Financial Times, l'EBS était classée 12e au niveau mondial pur son Master in Management.

## Accréditations
L'université détient plusieurs accréditations. Jusqu'en 2016, elle était accréditée par l'European Quality Improvement System (EQUIS), mais elle ne l'est plus depuis.
- AACSB : L'EBS Business School, la faculté de gestion de l'université, est accréditée par l'Association to Advance Collegiate Schools of Business (AACSB)[15].
- FIBAA: Toutes les filières de l'EBS sont également accréditées par la "Foundation for International Business Administration Accreditation" (FIBAA)[16].
- Wissenschaftsrat: en 2012, l'EBS a reçu l'accréditation institutionnelle du Conseil scientifique, valable pour dix ans. Par cette accréditation, le Wissenschaftsrat et des experts externes indépendants confirment qu'un établissement d'enseignement supérieur non gouvernemental fournit des prestations en matière d'enseignement et de recherche qui répondent à des critères scientifiques reconnus par l'État. En 2022, l'accréditation a été prolongée de cinq ans.

## Programmes académiques
L’EBS Universität propose, par sa faculté EBS Business School, les diplômes de Bachelor et de Master suivants :
- Bachelor of Science (BSc)
  - Bachelor en Management Général
  - Bachelor en Management international

- Master of Science (MSc)
  - Master en Management
  - Master en Management de l’Automobile
  - Master en Finance
  - Master en Marketing
  - Master en Immobilier

- Executive MBA
  - EBS Executive MBA
  - Executive MBA en Management des services de santé
  - Executive Master en Immobilier
  - Master en Business Innovation
  - Master en Investissement Immobilier et Finance

- Doctorat
  - PhD (Doctor of Philosophy)
  - D.Sc (Doctor of Science)

L’EBS Universität propose également depuis septembre 2011, par sa faculté EBS Law School, des formations de droits suivantes :
- Bachelor en Droit (LLB)
- Master of Arts en Business (MA)

## Initiatives étudiantes

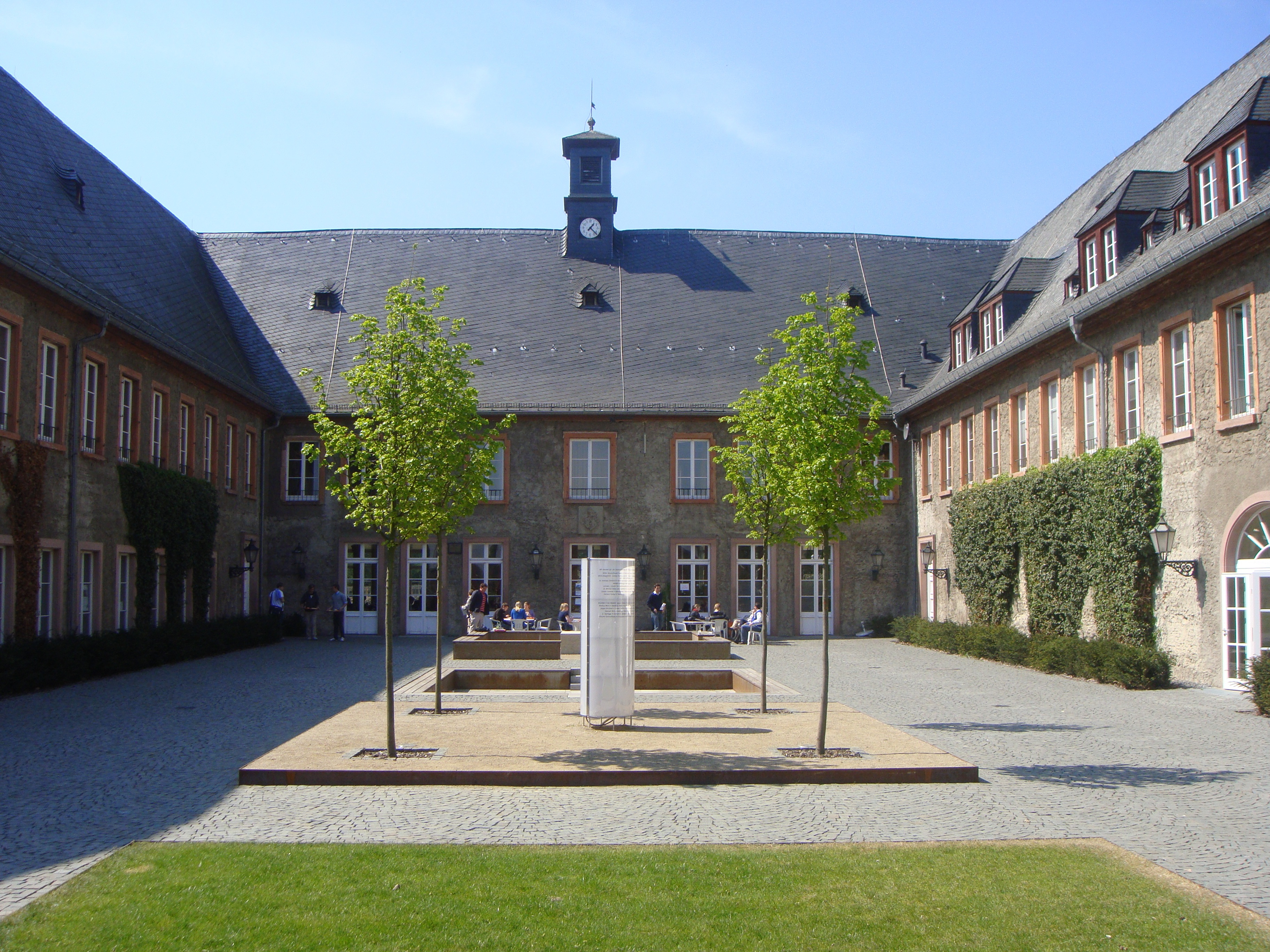
Vue de la cour intérieur de l'EBS Business School

Il existe environ 20 initiatives étudiantes à l’EBS, dont l’association de conseil JAMES, le congrès EBS Symposium, l'EBS Supply Chain Conference, le congrès de fondateurs d’entreprises EBSpreneurship. D'autres initiatives culturelles et sociales sont régulièrement organisées par les étudiants,.

## Professeurs renommés
- Dominique Demougin
- Andreas Raymond Dombret
- Michael Hüther, directeur de l’institut d’économie allemande
- Kurt Joachim Lauk, autrefois Président du conseil économique de la CDU
- Karin Kneissl

## Liste d’anciens diplômés
- Cornelius Boersch, Business Angel
- Roy Brandon Burgess, CEO de ION Media Networks
- Mark Korzilius, fondateur de la chaîne de restaurants Vapiano
- Martin Krebs membre du comité directeur d’ING-DiBa
- Maximilian von und zu Liechtenstein, PDG de LGT Group et fils de Fürst Hans-Adam II von und zu Liechtenstein
- "Mad" Marvin Rettenmeier, vainqueur du World Poker Tour Championship 2012[21]
- Kai-Uwe Ricke, ancien PDG de Deutsche Telekom
- Philip Schindler, vice président à Google[22],[23]
- Jochen Zeitz PDG de Puma (entreprise)
- Peter Zieringer, PDG de DaimlerChrysler Bank
- Ralf-Otto Limbach, ancient PDG de Vaillant (entreprise)

## Filmographie & Livre
- "Gestatten: Elite – Auf den Spuren der Mächtigen von morgen.'' (en français : Présentation: Elite - Sur les traces des puissants de demain) Livre, Hoffmann und Campe, Hamburg 2008,  (ISBN 978-3-455-50051-6)
- "Grow or Go. Die Architekten des global village" (en français : Grandir ou partir. Les architectes du village global). Documentaire, Allemagne, 94 minutes. Livre : Marc Bauder, Dörte Franke, Regie : Marc Bauder, Production : ZDF, Das kleine Fernsehspiel, Inhaltsangabe. Les premiers pas de 4 étudiants de l’EBS qui ambitionnent de devenir consultants en stratégie.
- "Von Anfang an Elite" (en français : des débuts à l'élite). Documentaire, Allemagne, 2008, 45 minutes, Livre : Julia Friedriechs, Eva Müller, Production : WDR, Die Story[24], Reportage sur 4 étudiants ambitieux d'une école élitiste.
- "Die jungen Manager" (en français : les jeunes managers). Reportage sur les exigences des managers de demain, Allemagne, 5 Minutes, 25 mars 2013[25],